# Mataura
Mataura ist ein kleiner Ort im Gore District der Region Southland auf der Südinsel von Neuseeland.

## Geographie
Der Ort befindet rund 13 km südwestlich von Gore und 45 Kilometer nördlich von Invercargill. Durch Mataura fließt der Mataura River, nachdem der Ort benannt wurde.

## Bevölkerung
Zum Zensus des Jahres 2013 zählte der Ort 1509 Einwohner, 3,3 % mehr als zur Volkszählung im Jahr 2006.

## Wirtschaft
In Mataura befindet sich ein Schlachthof. Bis August 2000 war der Ort auch Standort einer großen Papier- und Zellstofffabrik, die dann jedoch stillgelegt wurde; eine Wiederinbetriebnahme gilt als wenig wahrscheinlich.

## Infrastruktur

### Straßenverkehr
Durch Mataura führt der New Zealand State Highway 1, der den Ort mit Gore im Nordosten und Invercargill im Südwesten verbindet. Südlich des Ortes zweigt der New Zealand State Highway 96 vom State Highway 1 ab und verbindet Mataura mit dem 42 km westlich gelegenen Winton.

### Schienenverkehr
Mataura liegt an der Bahnstrecke Lyttelton–Invercargill. Die Eisenbahn erreichte den Ort 1875. Nachdem im Februar 2002 der Southerner eingestellt wurde, findet hier heute ausschließlich Güterverkehr statt.

## Literarisches
Der Debütroman Overkill der in Dunedin lebenden Krimiautorin Vanda Symon handelt in Mataura.

## Persönlichkeiten
- Justin Marshall (* 1973), Rugby-Nationalspieler
- Jimmy Cowan, Rugby-Nationalspieler
- Lloyd Ashby, Rugby-Nationalspieler